# Koppolisaaret
Koppolisaaret är en ö i Finland. Den ligger i sjön Lennusjärvi och i kommunen Savitaipale i den ekonomiska regionen  Villmanstrands ekonomiska region  och landskapet Södra Karelen, i den södra delen av landet, 170 km nordost om huvudstaden Helsingfors. Öns största längd är 60 meter i sydöst-nordvästlig riktning. Notera att namnet antyder att det är fråga om flera öar.